# Circonscription de Laâyoune
La circonscription de Laâyoune est une circonscription législative marocaine de la province de Laâyoune située en région Laâyoune-Sakia El Hamra. Elle est représentée dans la Xe législature par Moulay Hamdi Oulder-Rachid, Brahim Daaif et Sidi Mohammed Salem El Joumani.

## Historique des députations
| Législature | Début de mandat  | Fin de mandat    | Députés élus | Députés élus                    | Députés élus | Députés élus                         | Députés élus | Députés élus                 |
| ----------- | ---------------- | ---------------- | ------------ | ------------------------------- | ------------ | ------------------------------------ | ------------ | ---------------------------- |
| IXe         | 26 novembre 2011 | 7 octobre 2016   |              | Moulay Hamdi Oulder-Rachid (PI) |              | Mouloud Alouat (PI)                  |              | Mohamed Salem El Baihi (PJD) |
| Xe          | 8 octobre 2016   | 8 septembre 2021 |              | Moulay Hamdi Oulder-Rachid (PI) |              | Sidi Mohammed Salem El Joumani (PAM) |              | Brahim Daaif (PJD)           |
| XIe         | 9 septembre 2021 | ?                |              | Moulay Hamdi Oulder-Rachid (PI) |              | Sidi Mohammed Salem El Joumani (PAM) |              | Mohamed Ayyach (RNI)         |

## Historique des élections

### Découpage électoral d'octobre 2011

#### Élections de 2016
| Parti       | Parti                                                       | Voix    | %      | Député(s) élus                 |  |
| ----------- | ----------------------------------------------------------- | ------- | ------ | ------------------------------ |  |
|             | Parti de l'Istiqlal (PI)                                    | 26 827  | 40,17  | Moulay Hamdi Oulder-Rachid     |  |
|             | Parti authenticité et modernité (PAM)                       | 21 572  | 32,30  | Sidi Mohammed Salem El Joumani |  |
|             | Parti de la justice et du développement (PJD)               | 8 424   | 12,61  | Brahim Daaif                   |  |
|             | Union socialiste des forces populaires (USFP)               | 6 239   | 9,34   |                                |  |
|             | Mouvement populaire (MP)                                    | 2 258   | 3,38   |                                |  |
|             | Parti de l'espoir (PE)                                      | 272     | 0,41   |                                |  |
|             | Fédération de la gauche démocratique (FGD)                  | 228     | 0,34   |                                |  |
|             | Mouvement démocratique et social (MDS)                      | 159     | 0,24   |                                |  |
|             | Parti du progrès et du socialisme (PPS)                     | 158     | 0,24   |                                |  |
|             | Parti démocratique de l'indépendance (PDI)                  | 131     | 0,20   |                                |  |
|             | Parti des Néo-Démocrates (PND)                              | 129     | 0,19   |                                |  |
|             | Front des forces démocratiques (FFD)                        | 110     | 0,16   |                                |  |
|             | Parti du centre social (PCS)                                | 83      | 0,12   |                                |  |
|             | Parti de la liberté et de la justice sociale (PLJS)         | 62      | 0,09   |                                |  |
|             | Parti travailliste (PT)                                     | 34      | 0,05   |                                |  |
|             | Parti de la société démocratique (PSD)                      | 34      | 0,05   |                                |  |
|             | Parti de l'environnement et du développement durable (PEDD) | 34      | 0,05   |                                |  |
|             | Union marocaine pour la démocratie (UMD)                    | 23      | 0,03   |                                |  |
|             | Parti démocrate national (PDN)                              | 9       | 0,01   |                                |  |
|             |                                                             |         |        |                                |  |
| Inscrits    | Inscrits                                                    | 116 738 | 100,00 |                                |  |
| Abstentions | Abstentions                                                 | 49 952  | 42,79  |                                |  |
| Exprimés    | Exprimés                                                    | 66 786  | 57,21  |                                |  |

#### Élections de 2021
| Parti       | Parti                                         | Voix    | %      | Députés élus               |  |
| ----------- | --------------------------------------------- | ------- | ------ | -------------------------- |  |
|             | Parti de l'Istiqlal (PI)                      | 47 548  | 54,15  | Moulay Hamdi Oulder-Rachid |  |
|             | Parti authenticité et modernité (PAM)         | 17 675  | 20,13  | Sidi Mohamed Salem Joumani |  |
|             | Rassemblement national des indépendants (RNI) | 8 198   | 9,34   | Mohamed Ayyach             |  |
|             | Union socialiste des forces populaires (USFP) | 4 918   | 5,60   |                            |  |
|             | Mouvement populaire (MP)                      | 1 724   | 1,96   |                            |  |
|             | Parti de la renaissance et de la vertu (PRV)  | 1 623   | 1,85   |                            |  |
|             | Union constitutionnelle (UC)                  | 1 282   | 1,46   |                            |  |
|             | Parti de la justice et du développement (PJD) | 810     | 0,92   |                            |  |
|             | Parti du progrès et du socialisme (PPS)       | 604     | 0,69   |                            |  |
|             | Parti vert marocain (PVM)                     | 502     | 0,57   |                            |  |
|             | Parti de la société démocratique (PSD)        | 374     | 0,43   |                            |  |
|             | Front des forces démocratiques (FFD)          | 364     | 0,41   |                            |  |
|             | Parti marocain libéral (PML)                  | 320     | 0,36   |                            |  |
|             | Parti démocrate national (PDN)                | 294     | 0,33   |                            |  |
|             | Parti de la réforme et du développement (PRD) | 251     | 0,29   |                            |  |
|             | Parti démocratique de l'indépendance (PDI)    | 236     | 0,27   |                            |  |
|             | Alliance de la fédération de gauche (AGD)     | 213     | 0,24   |                            |  |
|             | Mouvement démocratique et social (MDS)        | 207     | 0,24   |                            |  |
|             | Parti de l'équité (PRE)                       | 196     | 0,22   |                            |  |
|             | Parti de l'unité et de la démocratie (PUD)    | 160     | 0,18   |                            |  |
|             | Parti socialiste unifié (PSU)                 | 135     | 0,15   |                            |  |
|             | Union marocaine pour la démocratie (UMD)      | 116     | 0,13   |                            |  |
|             | Parti du centre social (PCS)                  | 56      | 0,06   |                            |  |
|             |                                               |         |        |                            |  |
| Inscrits    | Inscrits                                      | 127 811 | 100,00 |                            |  |
| Abstentions | Abstentions                                   | 40 005  | 31,30  |                            |  |
| Exprimés    | Exprimés                                      | 87 806  | 68,70  |                            |  |